# Cazador de alces noruego
El cazador de alces noruego o elkhound noruego es una de las antiguas razas caninas de tipo Spitz y es el perro nacional de Noruega.
Se suele emplear como perro de caza, guardián, perro pastor y perro de defensa. Esta raza es producto de un país de temperaturas subárticas, grandes nevadas, espesos bosques y boscosas montañas, lo que le da una gran resistencia. Tiene también fama de valiente, quizá debido a su ancestral uso en la caza del oso y otras piezas de caza mayor, como el alce. El elkhound noruego se presentó por primera vez en una exposición canina en Noruega, en 1877.